# بیلوارا
بیلوارا
شهر بیلوارا (به انگلیسی: Bhilwara) با جمعیت ۳۷۸٫۱۹۷ نفر در ایالت راجستان در کشور هند واقع شده‌است.